# Загає-Смроковські
Загає-Смроковські (пол. Zagaje Smrokowskie) — село в Польщі, у гміні Сломники Краківського повіту Малопольського воєводства.
Населення — 296 осіб (2011).
У 1975-1998 роках село належало до Краківського воєводства.

## Демографія
Демографічна структура станом на 31 березня 2011 року:
|          | Загалом | Допрацездатний вік | Працездатний вік | Постпрацездатний вік |
| -------- | ------- | ------------------ | ---------------- | -------------------- |
| Чоловіки | 144     | 24                 | 97               | 23                   |
| Жінки    | 152     | 33                 | 77               | 42                   |
| Разом    | 296     | 57                 | 174              | 65                   |